# Marek Graba
Marek Graba (ur. 7 maja 1964 roku w Skarżysku-Kamiennej) – piłkarz grający na pozycji pomocnika.
Swoją karierę rozpoczynał w sezonie 1982/1983 w rodzinnym Granacie Skarżysko. W sezonie 1983/1984 występował już w I ligowej Cracovii, w której grał do 1988. W kolejnych latach swojej kariery występował jeszcze w Błękitnych Kielce oraz KSZO Ostrowiec Św. W polskiej ekstraklasie rozegrał 56 meczów. Karierę zakończył w 1999.
Obecnie jest koordynatorem grup młodzieżowych w Koronie.